# 热讷 (马耶讷省)
热讷（法語：Gesnes，法語發音：[ʒɛn]）是法国马耶讷省的一个市镇，位于该省中东部，属于拉瓦勒区。

## 地理
热讷（48°8'49"N, 0°35'7"W）面积11.21 平方千米，位于法国卢瓦尔河地区大区马耶讷省，该省份为法国西北部内陆省份，北起芒什省和奧恩省，西接伊勒-维莱讷省，南至曼恩-卢瓦尔省，东临萨尔特省。
与热讷接壤的市镇（或旧市镇、城区）包括：拉巴祖日德萨勒、沙隆迪曼恩、蒙叙尔。

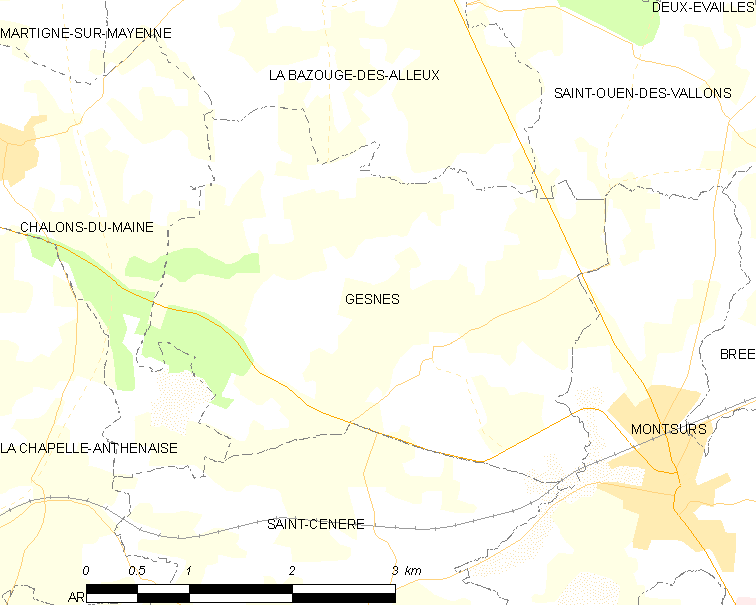
的OSM定位图

热讷的时区为UTC+01:00、UTC+02:00（夏令时）。

## 行政
热讷的邮政编码为53150，INSEE市镇编码为53105。

## 政治
热讷所属的省级选区为梅莱迪迈讷县。

## 人口

1962-2008年间人口变化图示

热讷于2022年1月1日时的人口数量为238人。